# Malta i olympiska sommarspelen 1992
Malta deltog i de olympiska sommarspelen 1992 med en trupp bestående av sex deltagare, men ingen av landets deltagare erövrade någon medalj.

## Friidrott
Damernas 100 meter
- Deirdre Caruana
  - Heat — 12,59 (→ gick inte vidare, 82:e plats)

Damernas 200 meter
- Deirdre Caruana
  - Heat — 25,28 (→ gick inte vidare, 79:e plats)

Damernas 800 meter
- Carol Galea
  - Heat — DSQ (→ gick inte vidare, 36:e plats)

Damernas 1 500 meter
- Carol Galea
  - Heat — 4:33,41 (→ gick inte vidare, 34:e plats)

## Judo
Herrar
- Jason Trevisan → slogs ut i första omgången

Damer
- Laurie Pace → slogs ut i första omgången

## Segling
Herrarnas lechner
- Jean-Paul Soler
  - Slutlig placering — 331,0 poäng (→ 33:e plats)